# نظریه سبز
نظریه سبز (به انگلیسی: Green theory) در روابط بین‌الملل یک زیر شاخه نظریه روابط بین‌الملل محسوب می‌شود که بر همکاری‌های زیست محیطی بین‌المللی تأکید می‌کند.

## پی‌نوشت‌ها
1. ↑  http://www.oup.com/uk/orc/bin/9780199298334/dunne_chap13.pdf

مقدمه
دل مشغولی اصلی در نظم روابط بین‌المللی (IR ) که از دیرباز  هرگز کانون توجهش بر سؤالات سیاست‌های مهمی همچون امنیت و نزاع درون کشوری و مشکلات محیطی نبوده‌است. با این وجود، گسترش در مشکلات اکولوژیکی از دهه ۱۹۷۰ به بعد شاهد پیدایش یک حوزه فرعی از روابط بین‌الملل در رابطه با مضاعدت محیطی بین‌المللی اختصاصی بوده‌است که عمدتا توجهش بر مدیریت منابع سرمایه گذاری مشترک نظیر سیستم‌های اصلی رودخانه‌ها ، اقیانوس‌ها و اتمسفر معطوف بوده‌است. این دانش از آن زمان فضا را برای افزایش دادن وابستگی درونی اکولوژیکی اقتصادی جهانی و پیدایش مشکلات اکولوژیکی جهانی به شکل خاص مثل تغییر محیط ، ضعیف شدن لایهٔ ازن ، و تحلیل تنوع زیستی زمین ، بیشتر کرده‌است. حجم وسیعی از تحقیقات نظام‌های محیطی (که مقدمه ای از گسترش چارچوب تئوریکی لیبرالیسم است و به محیط صرفا به عنوان یک حوزه مسئله جدید یا مشکل سیاسی جدید به جای یک چالش تئوریکی جدید توجه کرده‌است) متمرکز است.
با به پایان رسیدن قرن بیستم، حجم فزاینده ایی از تئوری روابط بین‌الملل سبز، ظاهر شده‌اند و بعضی از فرضیات اساسی ، واحدهای تحقیقاتی ، چارچوب‌های تحلیلی و ارزش‌های تلویحی نظم روابط بین‌المللی را زیر سؤال برده‌اند. دقیقا مثل مبحث فمینیست که از خارج از روابط بین‌الملل آشکار می‌شود ، بی توجه ای تئوری روابط بین‌الملل به مسئلهٔ جنسیت (که در  فصل ۱۱ بحث شد )، تئوری روابط بین‌الملل سبز را پدید آورد. استفاده از مباحث سبز رادیکال از بیرون نظام روابط بین‌الملل ، به آشکار سازی بی توجه ای به اکولوژیکی در تئوری روابط بین‌المللی ، کمک کرده‌است. تئوری روابط بین‌الملل سبز که عمدتا از نقد جریان اصلی رویکردهای خردگرا (عمدتا نئو رئالیسم یا رئالیسم ساختاری که در فصل ۴ بیان شد ونئولیبرالیسم که در فصل ۶ بحث شد )، نئومارکسیست الهام گرفته از اقتصاد سیاسی بین‌المللی (IPE )، وتئوری‌های روابط بین‌المللی هنجار بنیاد بومی تهیه شده‌است و موشکافانه بازبینی  و گسترش یافته‌است. این موج جدید دانش سبز ، بعضی از مفاهیم و مباحث اصلی را در روابط بین‌المللی و سیاست‌های جهانی باز تعبیر کرده‌است. با شناخت‌های قدیمی و سنتی  از امنیت ، و عدالت بین‌المللی با مباحث جدیدی از امنیت اکولوژیکی ، توسعه مناسب (ومدرن سازی رفلکسی ) و عدالت محیطی وارد چالش شده‌است.